# تپه لیک شماره ۲ قمری
تپه لیک شماره ۲ قمری مربوط به سدهٔ ۳ تا ۶ ه‍.ق است و در شهرستان درگز، بخش چاپشلو، روستای لیک واقع شده و این اثر در تاریخ ۱۰ دی ۱۳۸۱ با شمارهٔ ثبت ۶۷۱۰ به‌عنوان یکی از آثار ملی ایران به ثبت رسیده است.